# Gryżów
Gryżów (en allemand : Greisau) est une localité polonaise de la voïvodie d'Opole, du powiat de Nysa et de la gmina de Korfantów.

## Histoire
Le village est mentionné pour la première fois au XIVe siècle. À côté du village, dans la région de Piorunkowice, il y a de faibles traces du château défensif Gryżów (pl), détruit pendant le Soulèvement hussite (pl).
En 1560, les paysans locaux s'opposent à l'incorporation de leurs terres à l'évêché de Nysa. Les chefs du rébellion ont été emprisonnés puis exilés du territoire de l'« état épiscopal ».